# Ludovic Thimoléon Pagenstecher
Ludovic Thimoléon Pagenstecher (* 15. Dezember 1849 in Cap-Haïtien; † 6. März 1930 in Hamburg) war belgischer Konsul in Cap Haitien, Gründer und Mitinhaber der Firma L. Pagenstecher & Co.

## Leben

### Herkunft
Pagenstecher wurde in die haitianische Elite hineingeboren. Sein Vater Ludwig Pagenstecher war 1822 in Lienen bei Tecklenburg geboren worden. 1843 hatte er sich in Cap-Haitien niedergelassen, wo er als Kaufmann für eine polnische Firma arbeitete und Kontakte in die höchsten Gesellschaftsschichten knüpfte. 1847 heiratete er Juliette Déjoie, die Tochter von Thimoléon Déjoie, der General, Kriegsminister und einer der bekanntesten Maler des Landes war. Pagenstecher war der älteste Sohn des Paares. Er hatte zwei Brüder: Gustav und Alexander.
Auf dem Gelände des Gut Schlichthorst liegt das Grab von Pagenstecher und seiner Frau Elisabeth Mathilde Pagenstecher in einer von ihr gestifteten Kapelle.

### Karriere
Als Kaufmann arbeitete er ab 1875 für die amerikanisch-haitianische Firma Lyon, Dupuy & Co., die in den 1870er und 1880er Jahren Fisch aus den USA nach Westindien exportierte.
1890 zog Ludovic Pagenstecher mit seiner gesamten Familie nach Hamburg. Schon im Januar 1891 erhielten Ludovic, seine Frau und seine vier Kinder das Hamburger Bürgerrecht.
Pagenstecher war ab 1900 Inhaber des größten Handelshauses der deutschen Kolonie Kamerun. Er kaufte die Hamburger Firma Randad & Stein, eine bedeutende Firma in Kamerun, deren wichtigstes Handelsgut Kautschuk war. Ludovics Sohn Louis wurde später Teilhaber. Unter dem Namen L. Pagenstecher eröffnete die Firma ab 1906 die ersten Handelsposten eines deutschen Unternehmens in Nordkamerun. Als Inhaber der größten Firma Südkameruns wurde Pagenstecher zum Wortführer der anderen Kameruner Kautschukfirmen und zu einem wichtigen Verhandlungspartner für die Regierung. Sein Hauptanliegen war die Regulierung des Kameruner Kautschukhandels zu verhindern. Dabei nahm er in seiner Lobby-Arbeit keine Rücksicht auf die Afrikanerinnen und Afrikaner.
Mit dem kolonialen Kamerun-Geschäft verdiente Pagenstecher ein Vermögen. Das Jahrbuch der Millionäre bezifferte sein Vermögen 1908 auf 2,1 Millionen Mark.
Mit dem Ende der deutschen Kolonialherrschaft infolge des Ersten Weltkriegs begann der wirtschaftliche Niedergang der Firma.

### Familie
1879 heiratete er Elisabeth Mathilde Dupuy (1860–1952), die Tochter von Jean Baptiste Dupuy, Mitinhaber der Firma Lyon, Dupuy & Co. Gemeinsam hatten sie vier Kinder (Louis, Martha, Eva und Francis).